# Antidesma celebicum
Antidesma celebicum är en emblikaväxtart som beskrevs av Friedrich Anton Wilhelm Miquel. Antidesma celebicum ingår i släktet Antidesma och familjen emblikaväxter. Inga underarter finns listade i Catalogue of Life.